# Franco Flandoli
Franco Flandoli, né le 18 août 1959 à Milan, est un mathématicien italien et professeur d'université.

## Biographie
Franco Flandoli en 1981 obtient son lauréat en mathématiques à l'université de Pise, sous la direction de Giuseppe Da Prato. Depuis 2017, il est professeur titulaire dans la Chaire de Probabilité et Statistique, à l'École normale supérieure de Pise.
Son activité scientifique intéresse particulièrement ces sujets : équations stochastiques ordinaires et aux dérivées partielles, modèles stochastiques en dynamique des fluides, systèmes dynamiques aléatoires, limites macroscopiques des systèmes de particules, théorie de l'intégration stochastique, contrôle optimal pour les équations aux dérivées partielles, régularisation par le bruit, applications des probabilités aux statistiques pour l'industrie et la volcanologie.

## Carrière
Franco Flandoli a été invité, en tant que professeur, à l'université Sorbonne Paris Nord (1999), à l'université de Barcelone (2000), à l'université de Warwick (2001), à l'université technique de Berlin (2002), à l'université de Turin (2004), à l'université de Florence (2004), à l'université de Laramie (WY) (2005), à l'université de Warwick (2008), à l'université de Cambridge (2010), à l'université Nice-Sophia-Antipolis (2011 et 2017), au Bernoulli Center de Lausanne (2012), à la université Humboldt de Berlin (2013), à l'université Paris-Dauphine (2013), à l'université de Bielefeld (2014), à l'université de Padoue (2015), à l'université de Marseille (2015), à l'université de Toulouse (2016), à l'université Waseda (Tokyo) (2016), à l'université de Wuhan (Chine) (2017).
Il est l'auteur de 271 articles dans des revues scientifiques, dont Probability Theory and Related Fields, Annals of Probability, Nonlinear Differential Equations and Applications, Annales Henri Poincaré, Probabilités et Statistiques, Stochastic Partial Differential Equations, Journal of Dynamics and Differential Equations, Mathematical Models and Methods in Applied Sciences.
Après cinq ans d'attente, le projet de recherche de Franco Flandoli Noise in Fluids - étude des mouvements des fluides liquides et gazeux - a obtenu en 2022 un financement européen de 1 788 750 € (Erc Advanced Grant - Conseil européen de la recherche). Ce projet a commencé en janvier 2023, à l'École normale supérieure de Pise, avec une équipe de recherche de 8 post-doctorats et durera cinq ans.
Flandoli a été élu correspondant de l'Accademia dei Lincei en 2023.

## Publications (sélection)

### Ouvrages

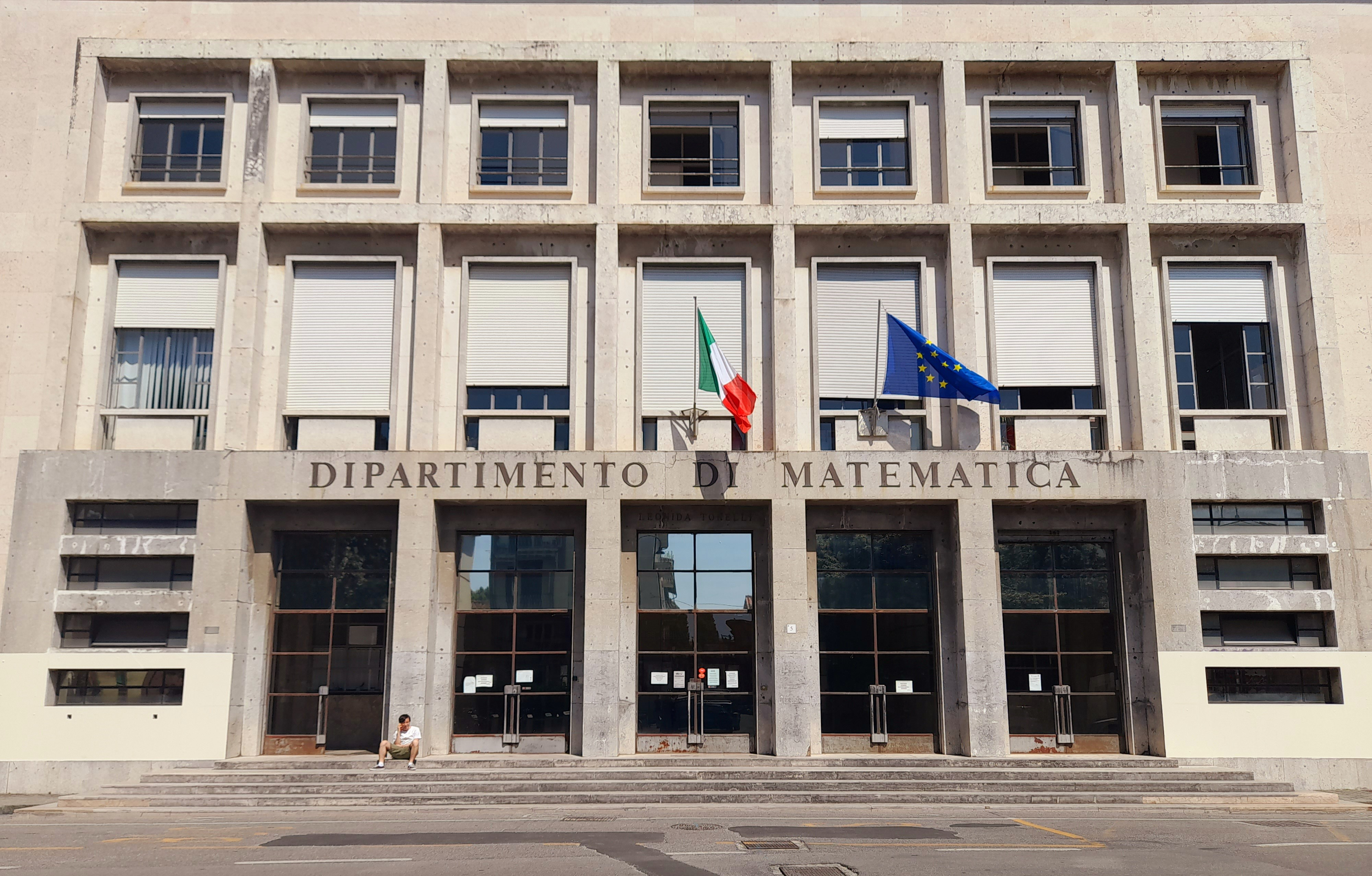
Pise, Dipartimento di Matematica (2023)

- (en) Franco Flandoli, Regularity Theory and Stochastic Flows for Parabolic \ISPDES\n, CRC Press, 1995, 90 p. (ISBN 9782884490450, lire en ligne).
- (it) Introduzione all'analisi matematica, McGraw-Hill Companies, 1998, 446 p. (ISBN 8838607591).
- (en) Franco Flandoli, Stochastic Partial Differential Equations in Fluid Mechanics, Singapore, Springer, 2023, VIII-199 p. (ISBN 978-981-99-0387-0, lire en ligne).

### Articles

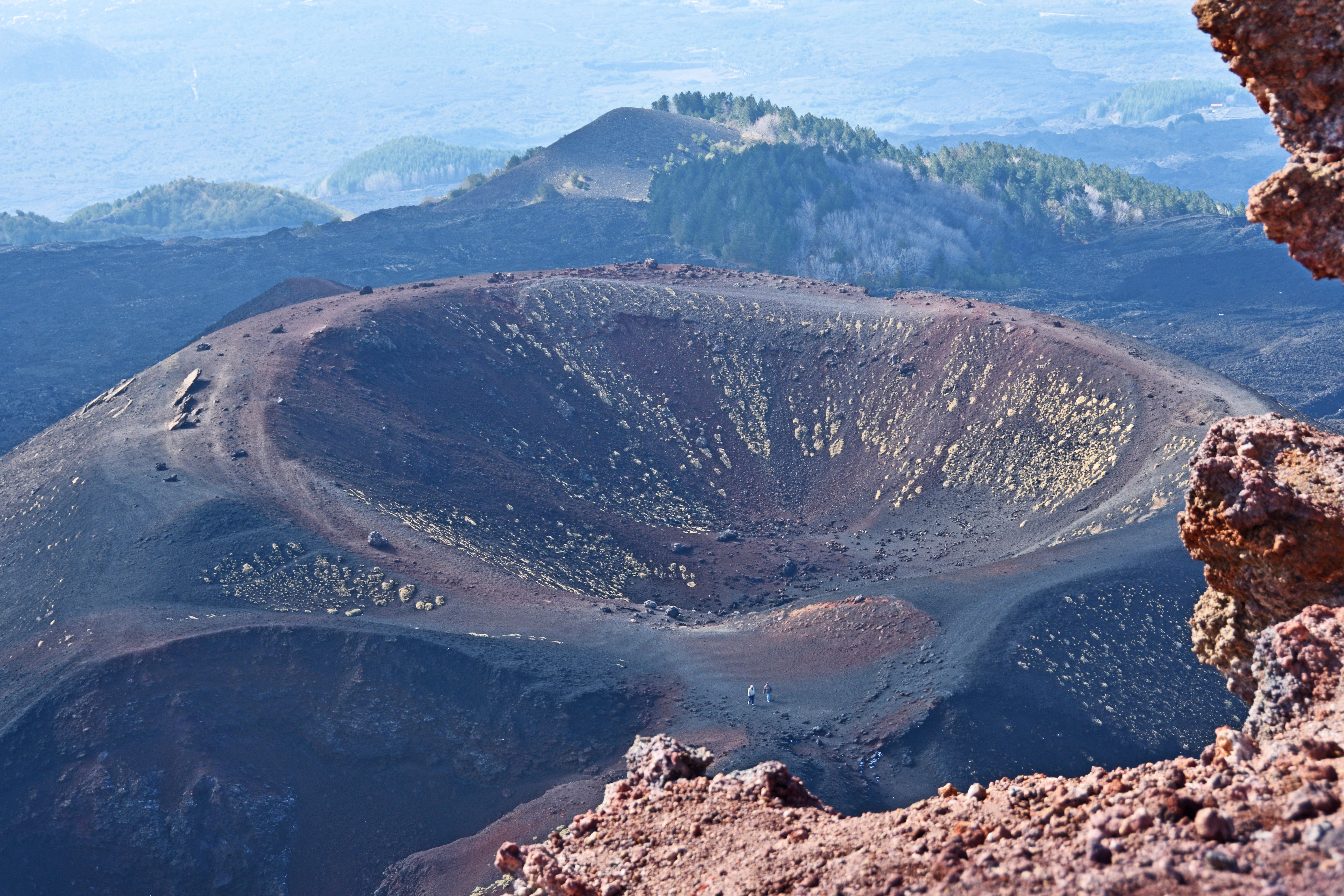
Etna

Enrico Fermi

- (en) Franco Flandoli, « On a probabilistic description of small scale structures in 3D fluids », Annales de l'Institut Henri Poincare (B) Probability and Statistics, Elsevier, vol. 38,‎ 2002, p. 207-228 (lire en ligne).
- (en) Franco Flandoli et Marco Romito, « Regularity of Transition Semigroups Associated to a 3D Stochastic Navier-Stokes Equation », Stochastic Differential Equations : Theory and Applications,‎ 2007, p. 263-280 (lire en ligne).
- (en) Franco Flandoli et Zdzislaw Brzezniak, « Conservative Interacting particles system with anomalous rate of ergodicity », Journal of Statistical Physics, Springer Nature, vol. 144,‎ 2010, p. 1171-1185 (lire en ligne).
- (en) Davide Barbato, Franco Flandoli et Francesco Morandin, « Anomalous dissipation in a stochastic inviscid dyadic model », Annals of Applied Probability, Cleveland (USA), Somerset Dr, vol. 21,‎ 2011, p. 2424–2446 (lire en ligne).
- (en) Franco Flandoli et Ennio Fedrizzi, « Pathwise uniqueness and continuous dependence of SDEs with non-regular drift », An International Journal of Probability and Stochastic Processes, vol. 83,‎ 2011, p. 241-257 (lire en ligne).
- (en) Stefano Attanasio et Franco Flandoli, « Renormalized solutions for stochastic transport equations and the regularization by bilinear multiplicative noise », Communications in Partial Differential Equations, vol. 36,‎ 2011, p. 1455–1474 (lire en ligne).
- (en) Franco Flandoli, Massimiliano Gubinelli et Enrico Priola, « Full well-posedness of point vortex dynamics corresponding to stochastic 2D Euler equations », Stochastic Processes and their Applications, Elsevier, vol. 121,‎ 2011, p. 445-1463.
- (en) Franco Flandoli et Umberto Pappalettera, « From additive to transport noise in 2D fluid dynamics », Stochastics and Partial Differential Equations : Analysis and Computations, Springer,‎ 2022, p. 964–1004 (lire en ligne).
- (en) Andrea Bevilacqua, Raffaele Azzaro, Stefano Branca, Salvatore D'Amico, Franco Flandoli et Augusto Neri, « Quantifying the Statistical Relationships Between Flank Eruptions and Major Earthquakes at Mt. Etna Volcano (Italy) », Journal of Geophysical Research : Solid Earth, Agu Publications, vol. 127,‎ 2022 (lire en ligne).
- (en) Franco Flandoli, Lucio Galeati et Dejun Luo, « Eddy heat exchange at the boundary under white noise turbulence », Philosophical Transactions A, The Royal Society, vol. 380,‎ 2022 (lire en ligne).
- (it + en) Franco Flandoli, « Un teorema di calcolo delle probabilità di Enrico Fermi - A theorem of probability by Enrico Fermi », Quaderni di Storia della Fisica,‎ 2023, p. 61-74 (lire en ligne).
- (en) Benedetta Ferrario et Franco Flandoli, « Hydrodynamic models, Proceedings of the Conference », Quantum and Stochastic Mathematical Physics, Springer,‎ 2023, p. 247-268.

### Lectures à Congrès et Colloques
- (en) Franco Flandoli, « Boundary control approach to the regularization of a Cauchy problem for the heat equation », dans Marie Amouroux, Control of distributed parameter systems 1989 : selected papers from the 5. IFAC symposium, Perpignan, France, 26-29 June 1989, Perpignan, IFAC, 1989, p. 271-275.
- (en) Sergio Albeverio, Giuseppe Da Prato, Iakov Sinaï, Franco Flandoli et Michael Röckner, SPDE in hydrodynamic[s] : recent progress and prospects lectures given at the C.I.M.E. Summer School held in Cetraro, Italy August 29 - September 3, Berlin, Springer, 2008 (lire en ligne) (Franco Flandoli part des équations 3D de Navier-Stokes et termine par des turbulences).
- (en) Franco Flandoli, Random perturbation of PDEs and fluid dynamic models : École d'été de probabilités de Saint-Flour 40., 2010, Heidelberg, Springer, 2011, IX-176 p. (ISBN 9783642182303).

## Distinctions et récompenses
2012 - Istanbul. Medallion Lecture au 8th World Congress of Probability and Statistic.

2020 - Prix mathématique de l'Académie italienne des sciences,.

2022 - European grant de 1 788 750 € pour le project Noise in fluid.

## Images

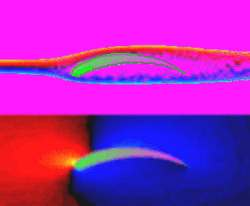
Simulations aérodynamiques
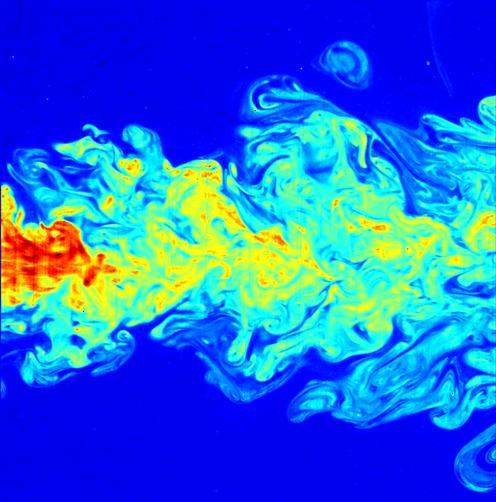
Image en fausse couleur du champ lointain d'un jet turbulent submergé, rendu visible par fluorescence induite par laser